# Мехелен (футбольный клуб)
«Ме́хелен» (нидерл. KV Mechelen) — профессиональный бельгийский футбольный клуб из города Мехелен провинции Антверпен. Иногда встречается французское название FC Malines («Мали́н»). Домашние матчи команда проводит на стадионе «Ахтер де Казерне», его вместимость составляет более 14 тысяч зрителей.

## История
Футбольный клуб из города Мехелен был основан в 1904 году. На протяжении своей истории клубу удавалось как задавать тон в национальном первенстве, так и утрачивать место гранда, вылетая из высшего бельгийского дивизиона. Первый яркий период у «Мехелена» пришёлся на 1940-е годы, когда команда завоевала три золота в национальном первенстве. Но эти успехи в основном были связаны с тяжёлой обстановкой, в которой проводились чемпионаты (военное и послевоенное время). «Мехелен» не имел покровителей, которые могли обеспечить устойчивое финансовое положение клуба, а отсутствие богатых традиций отрицательно влияло на привлечение спонсоров. Впоследствии клуб утратил свои позиции вверху турнирной таблицы и на долгое время начал курсирование между первым и вторым дивизионами. Это привело к тому, что «Мехелену» пришлось свыкнуться с ролью середняка.
Второй период рассвета пришёлся на 1980-е годы. В 1982 году президентом клуба стал крупный бизнесмен Джон Кордье. Талантливому предпринимателю за довольно короткий промежуток времени удалось превратить «Мехелен» в гранда бельгийского футбола. Кордье усердно развивал инфраструктуру клуба, не жалея финансирования, а также начал реконструкцию домашнего стадиона. Вложение денежных средств также затронуло и трансферную политику, в команду были приобретены высококвалифицированные игроки. В итоге хорошие результаты не заставили себя долго ждать. В 1986 году на пост главного тренера был приглашён человек, с чьим именем связаны все главные успехи клуба — Ад де Мос. Под руководством нидерландского специалиста «Мехелен» в 1987 году, спустя почти 40 лет, смог завоевать свой очередной трофей — Кубок Бельгии. В 1988 году клуб стал обладателем первого в своей истории европейского трофея — Кубка обладателей кубков, поочерёдно одолев румынское «Динамо», шотландский «Сент-Миррен», минское «Динамо», итальянскую «Аталанту» и в финале турнира нидерландский «Аякс» благодаря единственному голу нидерландского форварда Пита ден Бура. В том же году «Мехелен» завоевал ещё один европейский трофей — Суперкубок Европы, одолев нидерландский ПСВ со счётом 3:0, которым тогда руководил знаменитый в будущем специалист Гус Хиддинк.
В 1989 году бельгийский клуб выиграл своё 4-е, и последнее на сегодняшний день, национальное первенство, прервав тем самым гегемонию других бельгийских грандов «Брюгге» и «Андерлехта». В 1990 году «Мехелен» добрался до 1/4 Кубка европейских чемпионов, где уступил итальянскому «Милану» под руководством Арриго Сакки только в дополнительное время ответного матча («Милан» затем выиграл турнир). Будущее клуба казалось светлым, но неожиданно начались проблемы. Владелец Джон Кордье стал терпеть большие финансовые убытки, что вынудило его к продаже футболистов (дабы извлечь прибыль для своего бизнеса). В итоге оставшись без финансовой опоры и ведущих игроков, клуб вылетел сначала во вторую, а затем и в третью бельгийскую лигу.
С наступлением XXI века положение «Мехелена» удалось стабилизировать. В 2007 году клубу удалось вернуться в элиту бельгийского футбола. В первом после возвращения в высший дивизион сезоне 2007/08 команда заняла 13-е место, а в следующем чемпионате 10-е. После десяти лет выступления в элите «Мехелен» в сезоне 2017/18 занял последнее, 16-е место и выбыл во Второй дивизион. В 2019 году клуб во второй раз в истории взял Кубок страны и получил путёвку в групповой этап Лиги Европы 2019/20, а также вернулся в высший дивизион чемпионата страны. Однако почти сразу получил дисквалификацию со стороны Королевской бельгийской футбольной ассоциации за участие в договорных матчах.

## Достижения

### Национальные
- Чемпионат Бельгии
  - Чемпион (4): 1942/43, 1945/46, 1947/48, 1988/89
  - Серебряный призёр (5): 1930/31, 1953/54, 1986/87, 1987/88, 1990/91
  - Бронзовый призёр (3): 1946/47, 1989/90, 1992/93

- Кубок Бельгии
  - Обладатель (2): 1987, 2019
  - Финалист (4): 1967, 1991, 1992, 2009

- Суперкубок Бельгии
  - Финалист (3): 1987, 1989[8], 2019, 2023

### Международные
- Кубок обладателей кубков УЕФА
  - Победитель: 1988

- Суперкубок УЕФА
  - Победитель: 1988

- Лига чемпионов УЕФА
  - 1/4 финала: 1990

- Лига Европы УЕФА
  - 1/8 финала: 1994

- Кубок Жоана Гампера
  - Победитель: 1989

- Амстердамский турнир
  - Победитель: 1989

## Состав
По состоянию на 2 декабря 2022 года. Источник: Список игроков на transfermarkt.com
| №              | Игрок                 | Страна                    | Дата рождения             | Бывший клуб         |         |         |
| Вратари        | Вратари               | Вратари                   | Вратари                   | Вратари             | Вратари | Вратари |
| -------------- | --------------------- | ------------------------- | ------------------------- | ------------------- | ------- | ------- |
| 1              | Гаэтан Куке           | Бельгия                   | 3 декабря 1998 (26 лет)   | Генк                |         |         |
| 15             | Янник Тулен           | Бельгия                   | 18 июля 1990 (34 года)    | Гент                |         |         |
| Защитники      |                       |                           |                           |                     |         |         |
| 2              | Иебе Сверс            | Бельгия                   | 27 декабря 1996 (28 лет)  | Серен               |         |         |
| 3              | Лукас Бейкер          | Нидерланды                | 4 марта 1993 (32 года)    | Кадис               |         |         |
| 4              | Дрис Ваутерс          | Бельгия                   | 28 января 1997 (28 лет)   | → Шальке 04         |         |         |
| 5              | Сэнди Уолш            | Нидерланды                | 14 марта 1995 (30 лет)    | Зюлте-Варегем       |         |         |
| 14             | Димитри Лавале        | Бельгия                   | 13 января 1997 (28 лет)   | Майнц 05            |         |         |
| 16             | Роб Схофс             | Бельгия                   | 23 марта 1994 (31 год)    | Гент                |         |         |
| 18             | Алек ван Хоренбек     | Бельгия                   | 30 декабря 1998 (26 лет)  | Воспитанник клуба   |         |         |
| 21             | Боли Болинголи-Мбомбо | Бельгия                   | 1 июля 1995 (30 лет)      | Селтик              |         |         |
| 23             | Тибо Пер              | Франция                   | 3 октября 1992 (32 года)  | Юнион               |         |         |
| 27             | Дэвид Бейтс           | Шотландия                 | 5 октября 1996 (28 лет)   | Абердин             |         |         |
| 30             | Йорди Ванлерберге     | Бельгия                   | 27 июня 1996 (29 лет)     | Брюгге              |         |         |
| 66             | Бирже Верстрет        | Бельгия                   | 16 апреля 1994 (31 год)   | → Антверпен         |         |         |
| Полузащитники  |                       |                           |                           |                     |         |         |
| 6              | Яннес ван Хек         | Бельгия                   | 15 января 2002 (23 года)  | Зюлте-Варегем       |         |         |
| 7              | Джоффри Хайреманс     | Бельгия                   | 21 октября 1991 (33 года) | Антверпен           |         |         |
| 8              | Хорхе Эрнандес        | Соединённые Штаты Америки | 8 ноября 2000 (24 года)   | Черноморец (Одесса) |         |         |
| 11             | Никола Сторм          | Бельгия                   | 30 сентября 1994 (30 лет) | Брюгге              |         |         |
| 17             | Самуэль Гуэ           | Камерун                   | 14 декабря 1997 (27 лет)  | Райндорф Альтах     |         |         |
| 16             | Роб Схофс             | Бельгия                   | 23 марта 1994 (31 год)    | Гент                |         |         |
| Нападающие     |                       |                           |                           |                     |         |         |
| 9              | Жюльен Нгой           | Бельгия                   | 2 ноября 1997 (27 лет)    | Эйпен               |         |         |
| 10             | Йонас Маледе          | Израиль                   | 14 ноября 1999 (25 лет)   | Гент                |         |         |
| 19             | Керим Мрабти          | Швеция                    | 20 мая 1994 (31 год)      | Бирмингем Сити      |         |         |
| 22             | Алессио Да Крус       | Нидерланды                | 18 ноября 1997 (27 лет)   | Парма               |         |         |
| Главный тренер |                       |                           |                           |                     |         |         |
|                | Стивен Дефур          | Бельгия                   | 15 апреля 1988 (37 лет)   | Мехелен (ассистент) |         |         |